# Šestine
Šestine su zagrebačko gradsko naselje. Nalaze se na južnim obroncima Medvednice. Šestine upravno pripadaju gradskoj četvrti Podsljeme. Cijelo naselje čini jedan mjesni odbor. Taj mjesni obor jedan je od pet mjesnih odbora Podsljemena. Površina mjesnog odbora iznosi 935,08 ha. Prema popisu stanovništva iz 2011., Šestine su imale 3514 stanovnika.
Na području Šestina nalaze se dvije park-šume: Šestinski dol i Zamorski breg – Šestinski vrt.

## Ime
Šestine su dobile ime po šestini, obliku feudalne rente koja se davala šestoga dana u tjednu.

## Povijest
Šestine su se počele razvijati u 13. stoljeću, nakon izgradnje utvrde Medvedgrad. Kao samostalna župa spominje se od 1673., a kao samostalna općina 1893.

## Znamenitosti

### Crkva sv. Mirka
Crkva sv. Mirka spominje se 1240. Tijekom povijesti više je puta dograđivana, a svoj današnji izgled dobila je 1909. Uvrštena je u Registar kulturnih dobara Republike Hrvatske. Kraj crkve nalazi se mjesno groblje. Na njemu je pokopan Ante Starčević kraj čijeg se groba nalazi spomenik iz 1903. Spomenik je djelo Ivana Rendića.

### Kulmerovi dvori
Kulmerove dvore izgradio je Stjepan Gregorijanec u drugoj polovici 16. stoljeća. Kulmerovi dvori bili su posjed nekoliko vlastelinskih obitelji, najprije Zrinskih i Čikulina, a kasnije posjed Sermagea i Kulmera. Potonji su u 19. stoljeću povećali i preuredili Kulmerove dvore. Godine 1945. Kulmerovi dvori su devastirani te nacionalizirani. Od 1999. nalaze se u vlasništvu Agrokora.

## Promet
Kroz Šestine prolazi autobusna linija 102 (Britanski trg – Mihaljevac).

## Obrazovanje
- Osnovna škola Šestine – osnovana je 1863. godine zahvaljujući naporima grofa Miroslava Kulmera, Ljudevita pl. Raiznera, velikog suca županije zagrebačke, i kanonika prvostolne crkve zagrebačke, Franje Hauzera, koji su bili njeni veliki dobrotvori.[5]

## Kultura

### Šestinski kišobran
Šestinski kišobran tradicijski je kišobran. Dio je šestinske narodne nošnje. Šestinski kišobran ima oznaku „Izvorno hrvatsko” Hrvatske gospodarske komore.

### Šestinska nošnja
O njezinom porijeklu ne zna se mnogo. Posebnost joj daje crveni vez na muškim i ženskim rubačama i na taj način čini potpuni kontrast s grubim lanenim platnom.

## Sport
- MNK Šestine

## Vanjske poveznice
- Šestine Hrvatska enciklopedija
- Šestine, Proleksis enciklopedija